# Trang Hà

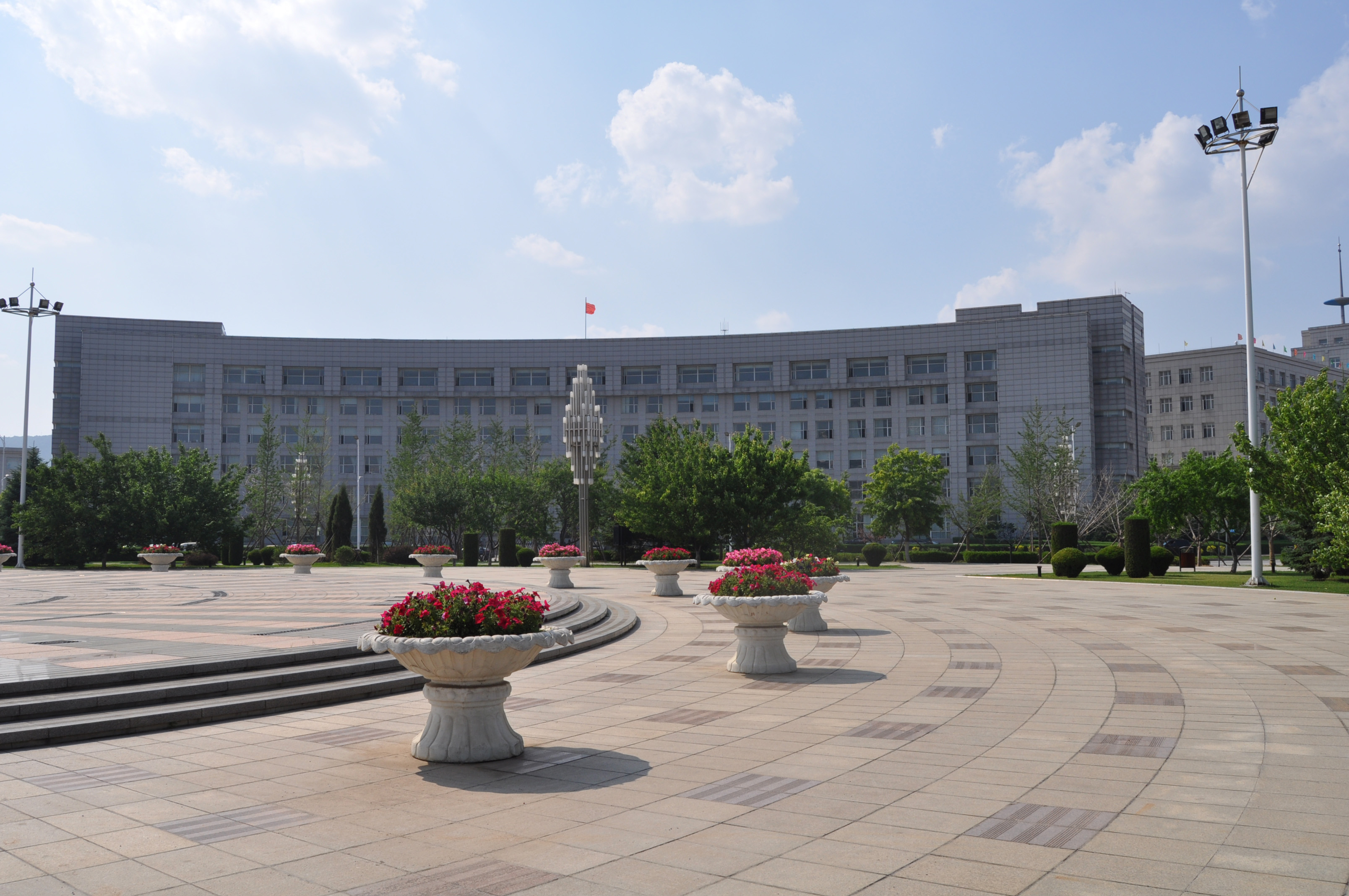
Trang Hà

Trang Hà (chữ Hán giản thể: 庄河市, âm Hán Việt: Trang Hà thị) là một thành phố cấp huyện trực thuộc địa cấp thị Đại Liên, tỉnh Liêu Ninh, Cộng hòa Nhân dân Trung Hoa. Thành phố Trang Hà nằm ở đông nam tỉnh Liêu Ninh, bên bờ bắc của Hoàng Hà, ở phía đông của bán đảo Liêu Đông. Thành phố này được thành lập ngày 21 tháng 9 năm 1992 trên cơ sở huyện cùng tên. Trang Hà có diện tích 3900 km², dân số 913.100 người, mã số bưu chính 116400. Chính quyền nhân dân thành phố đóng ở số 461, đường Hồng Nham. Về mặt hành chính, thành phố Trang Hà được chia thành 3 nhai đạo biện sự xứ, 19 trấn và 8 hương. 
- Nhai đạo biện sự xứ: Tân Hoa, Hưng Đạt, Xương Thịnh.
- Trấn: Trang Hà, Thanh Đôi Tử, Từ Lĩnh, Hắc Đảo, Lật Tử Phòng, Đại Doanh, Tháp Lĩnh, Tiên Động, Trường Lĩnh, Hà Hoa San, Thành San, Quang Minh San, Đại Trịn, Minh Dương, Dong Hoa, Ngô Lò, Vương Gia.
- Hương: Yên Tử Sơn, Lan Điếm, Hoành Đạo, Bộ Vân San, Thạch Thành.
- Hương dân tộc: hương dân tộc Mãn Quế Vân, hương dân tộc Mãn Tam Giá San, hương dân tộc Mãn Thái Bình Lĩnh.